# 水資源機構
独立行政法人水資源機構（みずしげんきこう、Japan Water Agency）は、主に国土交通省を中心として農林水産省・経済産業省の三省庁が所管する独立行政法人水資源機構法に基づく独立行政法人である。旧称は水資源開発公団。埼玉県さいたま市中央区に本社を置く。
機構は、水資源開発基本計画に基づく水資源の開発又は利用のための施設の改築等及び水資源開発施設等の管理等を行うことにより、産業の発展及び人口の集中に伴い用水を必要とする地域に対する水の安定的な供給の確保を図ることを目的とする（独立行政法人水資源機構法第4条）。

## 事業
1. 産業の発展および人口の集中する主要一級水系（利根川・荒川、木曽川・豊川、淀川、吉野川、筑後川）の流域に対する水の安定供給の確保を図ること。
2. 水機構管理ダム・堰及び用水路・導水路・湖沼水位調整施設（琵琶湖・霞ヶ浦関連の利水事業）などの維持・管理。

## 沿革

### 発足までの経緯
戦後の河川開発は主に治水を中心とした河川総合開発事業に基づく開発であり、これに基づき特定多目的ダム法が1957年（昭和32年）に制定され、河川管理者である建設大臣（現・国土交通大臣）による一貫的な施工・管理が実現した。一方利水に関しては1947年（昭和22年）に農林省（現・農林水産省）が『国営農業水利事業』を展開し、加古川や九頭竜川等で大規模な河川開発が行われた。また愛知用水が愛知用水公団によって建設され、慢性的な水不足に悩まされた知多半島に用水を供給する事業展開を行っていた。
上水道に関しては、東京都水道局が小河内ダムを1957年に完成させた他には大規模な水道施設は建設されず、系統的な水運用が図られた訳でもなかった。加えて戦後の急激な人口増加と工業生産の飛躍的発展は水利用の増加を促し、次第に水需給のバランスが崩れ水不足に悩まされる地域が増加した。折から高度経済成長に突入する事もあって、首都圏や関西圏などの大都市圏は京浜工業地帯や阪神工業地帯などの「四大工業地帯」の拡大とあいまって集中的・加速度的な人口増加が将来的にも見込まれた事から、系統的かつ安定的な水供給が可能な河川総合開発の必要性が生じた。

### 水資源開発公団の発足
1961年（昭和36年）、従来の多目的ダムに産業発展の為の利水目的を増強するため、自然湖沼や用水路・堰などを総合的に運用する事で系統的な利水供給体制を整備するための法整備が行われた。これが「水資源開発促進法」であり、事業を進めるための執行機関の骨格を定めた「水資源開発公団法」と共に国会で可決・成立した。そして翌1962年（昭和37年）5月1日に両法は施行され、水資源開発公団が発足した。
公団発足と同時に首都圏の水源である利根川水系と、阪神圏の水源である淀川水系が重点的な水資源開発を行う水系である「水資源開発水系」に指定された。これと同時に、建設省（現・国土交通省）が施工していた矢木沢ダム（利根川）・下久保ダム（神流川）・高山ダム（名張川）・宇陀川ダム（後の室生ダム。宇陀川）が公団に事業承継された。これ以後水資源整備の基本方針である「水資源開発基本計画」（フルプラン）を策定し、計画に基づいた新規のダム・堰・用水路建設が行われた。また愛知用水公団を統合し愛知用水と豊川用水の管理も実施した。
1964年（昭和39年）には筑後川水系、1965年（昭和40年）には吉野川水系、1966年（昭和41年）には木曽川水系が水資源開発水系に指定され、愛知県名古屋市を中心とした中京圏や福岡県福岡市を中心とした北部九州、慢性的な水不足に悩まされた四国地方の水資源開発が行われた。さらに、人口の増加に歯止めが掛からない首都圏の水需要確保の為に、1974年（昭和49年）には荒川水系も開発水系に指定され、利根川水系と統合した水資源開発が行われた。水資源開発水系は1990年（平成2年）の豊川水系が最後となるが、ここまでの間に多くの施設が建設された。
こうした水資源整備によって、長年にわたって水不足に悩まされた地域への安定した水供給が実現する事となった。特に四国・瀬戸内地域では、讃岐平野への導水を図る香川用水の完成や愛媛分水（銅山川分水）といった住民の宿願を実現する事業が完成し、現在も上水道や農業用水、工業用水道の供給に大きな役割を担っている。また、利根川水系の水資源整備はBODが40ppmという絶望的な水質汚濁に悩まされた隅田川の汚染回復にも役立っている（詳細はダムと環境を参照）。さらに筑後川では筑後大堰の建設を機に、公団と福岡県久留米市などの流域自治体が共同で日本住血吸虫症の撲滅運動を実施、長年にわたって住民を苦しめた風土病を2000年（平成12年）に完全に根絶させた。

### 開発に伴う問題
ダム建設に伴う地元住民との軋轢も各地で発生した。特に堰については、漁業権と環境保護運動の両面から反対運動が起こった。契機は利根川河口堰（利根川）完成後の河川生態系への影響が各方面から指摘された事である。「ダムの無い川」と呼ばれた長良川に建設された長良川河口堰では、自然保護との関連において全国を巻き込む大論争に発展し、筑後大堰では漁業関係者が実力で事業阻止に動いた。この他、徳山ダム（揖斐川）や早明浦ダム（吉野川）などでは地域の存亡に関わる程の水没世帯数であった事から、激しい反対運動が繰り広げられた。水源地域対策特別措置法の指定を受けるダムも多く、事業が長期化しているダムは数多い。
更に、1990年代以降にはバブル崩壊や産業の空洞化、人口増加速度の鈍化・減少によって、次第に当初の計画から需要が減少する「水余り」現象を指摘する声が多くなり、公共事業の見直し論議が高まるにつれ、ダム建設の是非が公団ダムでも論じられる様になり、中止したダム事業が次第に現るようになった。1982年（昭和57年）の板取ダム（板取川）を始め、戸倉ダム（片品川）・平川ダム（泙川）・栗原川ダム（栗原川）などが建設中止となった。その反面、地球温暖化による1994年（平成6年）の渇水や2005年（平成17年）の渇水といった深刻な被害も近年増加しており、こうした観点から水資源整備の必要性を訴える声も多い。

### 水資源機構への改組

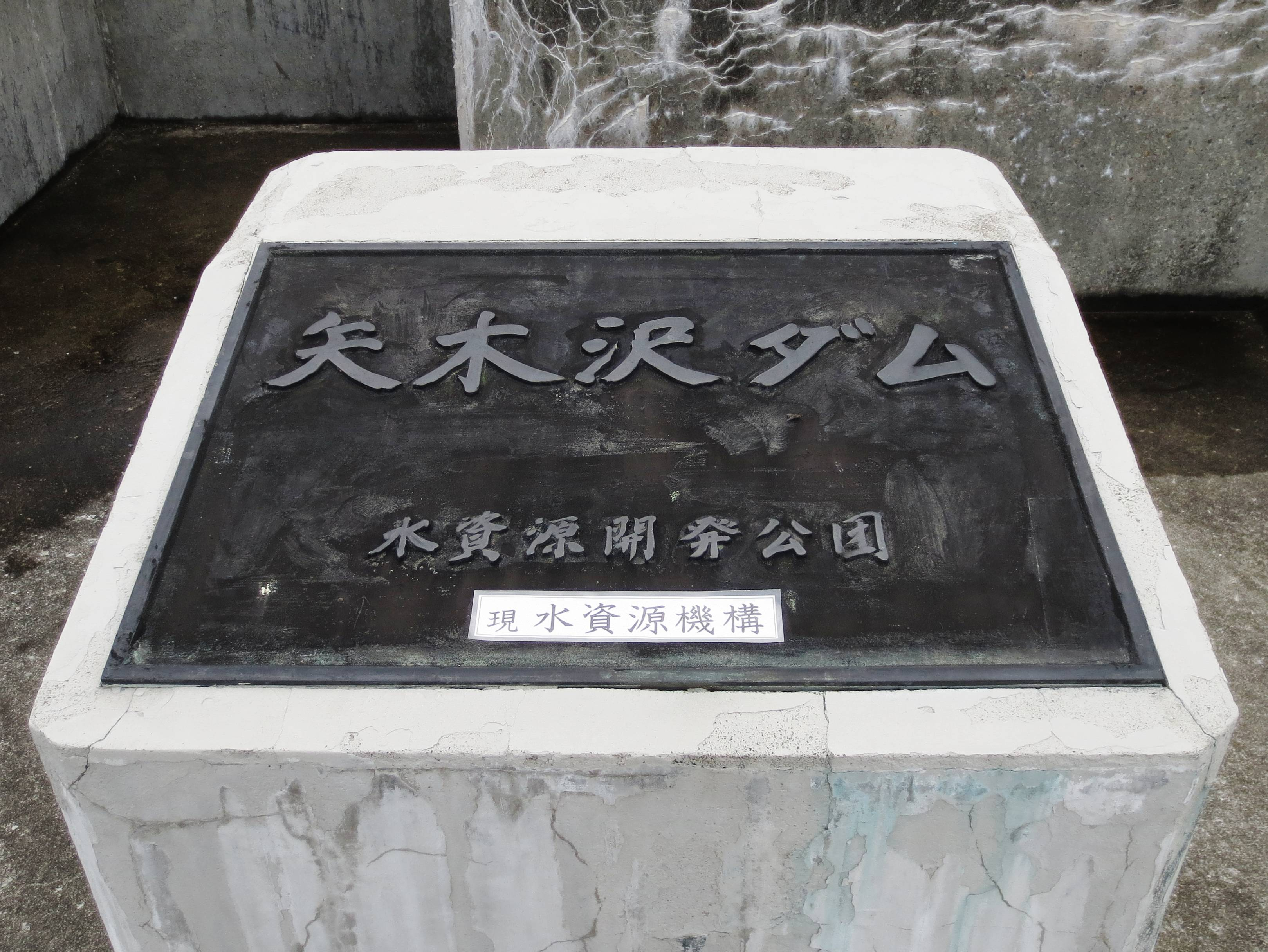
公団時代に建設された矢木沢ダムのプレート。「現水資源機構」と追記がなされている。

2002年（平成14年）11月、本社を東京都港区赤坂のTBS会館から、埼玉県さいたま市中央区新都心の明治安田生命さいたま新都心ビル（ランド・アクシス・タワー）に移転した。
当時の小泉内閣はかねてより批判の強かった特殊法人に対する抜本的改革を実施し、歳出の削減を図ろうとした。この『骨太の方針』に伴う特殊法人改革で水資源開発公団も対象となり、同年2月11日に参議院本会議で『独立行政法人水資源機構法案』が可決・成立した。こうした経緯を経て2003年（平成15年）10月1日に公団は解散、これを引き継ぐ形で独立行政法人水資源機構が設立され、現在にいたる。

## 所轄・組織

### 本社

#### 役員
理事長 1人
副理事長 1人
理事 5人
監事 2人

#### 本社
- 技師長
- 常務参与
- 首席審議役
- 危機管理監
- 特命審議役
- 特命審議役（関東事業室長）
- 総務人事本部
  - 総務部
    - 総務課
    - 広報課

  - 人事部
    - 人事課
    - 労務厚生課
    - 女性活躍支援リーダー
- 財務用地本部
  - 財務部
    - 財務課
    - 資金課

  - 用地管財部
    - 用地補償課
    - 資産管理課
- 経営企画本部
  - 経営企画部
    - 企画課
    - 計画課
    - 予算課

  - 技術管理室
    - 技術管理課
    - 契約企画課
- ダム事業本部
  - ダム事業部
    - 設計課
    - 事業課
    - ダム管理課
    - 環境課

  - 管理調整室
    - 管理調整課
- 水路事業本部
  - 水路事業部
    - 設計課
    - 計画課
    - 事業課
    - 利水課

  - 設備保全室
    - 設備保全課
    - 建築課
- 監査室
- 総合技術センター
  - マネージメントグループ
  - ダムグループ
  - 水路グループ
  - 施工監理グループ
  - 情報グループ
  - 国際グループ

| 理事長                          |                                |                                                                                    |
| 副理事長                        |                                |                                                                                    |
| 理事                            |                                |                                                                                    |
| 監事                            |                                |                                                                                    |
| 技師長                          |                                |                                                                                    |
| 首席審議役                      |                                |                                                                                    |
| 危機管理監                      |                                |                                                                                    |
| 国際監                          |                                |                                                                                    |
| 特命審議役                      |                                |                                                                                    |
| CS推進室                        |                                |                                                                                    |
| 監査室                          |                                |                                                                                    |
| 総務人事本部                    | 総務部                         | 総務課、広報課、DX・BPR推進課                                                      |
| 総務人事本部                    | 人事部                         | 人事課、人財育成・採用戦略課、労務厚生課、ダイバーシティ推進 リーダー              |
| 財務資産管理本部                | 財務部                         | 財務課、資金課                                                                     |
| 財務資産管理本部                | 資産管理部                     | 資産管理課、資産調整課、資産保全課                                                 |
| 経営企画本部                    | 経営企画部                     | 企画課、予算課、予算課、国際課、環境課                                             |
| 経営企画本部                    | 技術管理部                     | 技術管理課、契約企画課、設備保全課、建築課                                         |
| ダム事業本部                    | ダム事業部                     | 設計課、事業課、ダム管理課                                                         |
| 水路事業本部                    | 水路事業部                     | 設計課、計画課、事業課、利水課                                                     |
| 総合技術センター                | 総合技術センター               | マネージメントグループ、ダムグループ、水路グループ、施工監理グループ、国際グループ |
| 利根川上流総合管理所            | 利根川上流総合管理所           | 矢木沢ダム管理所、奈良俣ダム管理所、下久保ダム管理所、群馬用水管理所               |
| 渡良瀬川ダム総合管理所          | 渡良瀬川ダム総合管理所         | 草木ダム管理所、思川開発建設所                                                     |
| 利根導水総合管理所              | 利根導水総合管理所             | 武蔵水路管理所、秋ヶ瀬管理所、見沼管理所                                           |
| 千葉用水総合管理所              | 千葉用水総合管理所             | 成田北総管理所、東総管理所、房総導水路管理所                                       |
| 利根川下流総合管理所            | 利根川下流総合管理所           | 利根川河口堰管理所、霞ヶ浦用水管理所                                               |
| 荒川ダム総合管理所              | 荒川ダム総合管理所             | 浦山ダム管理所、滝沢ダム管理所                                                     |
| 中部支社                        | 総務課、企画調整課、施設管理課 | 総務課、企画調整課、施設管理課                                                     |
| 中部支社                        | 木曽川上流ダム総合管理所       | 阿木川ダム管理所、味噌川ダム管理所、岩屋ダム管理所                                 |
| 中部支社                        | 木曽川中下流用水総合管理所     | 総務課、管理課、電気通信課                                                         |
| 中部支社                        | 木曽川中下流用水総合管理所     | 美濃加茂管理所、弥富管理所、長良導水管理所、三重用水管理所                         |
| 中部支社                        | 愛知用水総合管理所             | 牧尾管理所、上流管理所、下流管理所                                                 |
| 中部支社                        | 揖斐川・長良川総合管理所       | 徳山ダム管理所・揖斐川事務所                                                       |
| 中部支社                        | 揖斐川・長良川総合管理所       | 木曽川水系連絡導水路事業推進室、長良導水管理所                                     |
| 中部支社                        | 豊川用水総合管理所             |                                                                                    |
| 関西・吉野川支社 （淀川本部）   | 総務課、企画調整課、施設管理課 | 総務課、企画調整課、施設管理課                                                     |
| 関西・吉野川支社 （淀川本部）   | 中津川管理室                   |                                                                                    |
| 関西・吉野川支社 （淀川本部）   | 丹生事務所                     |                                                                                    |
| 関西・吉野川支社 （淀川本部）   | 琵琶湖総合管理所               | 湖南管理所、湖北管理所、湖西管理所                                                 |
| 関西・吉野川支社 （淀川本部）   | 木津川ダム総合管理所           | 総務課、経理課、管理課、工務課、設備課                                             |
| 関西・吉野川支社 （淀川本部）   | 木津川ダム総合管理所           | 高山ダム管理所、青蓮寺ダム管理所、室生ダム管理所                                   |
| 関西・吉野川支社 （淀川本部）   | 木津川ダム総合管理所           | 布目ダム管理所、比奈知ダム管理所、川上ダム管理所                                   |
| 関西・吉野川支社 （淀川本部）   | 桂川・猪名川ダム総合管理所     | 一庫ダム管理所                                                                     |
| 関西・吉野川支社 （吉野川本部） | 総務課、企画調整課、施設管理課 | 総務課、企画調整課、施設管理課                                                     |
| 関西・吉野川支社 （吉野川本部） | 吉野川上流総合管理所           | 池田ダム管理所、新宮ダム管理所、富郷ダム管理所、柳瀬ダム管理所                     |
| 関西・吉野川支社 （吉野川本部） | 吉野川上流総合管理所           | 早明浦ダム・高知分水管理所、香川用水管理所                                         |
| 関西・吉野川支社 （吉野川本部） | 吉野川上流総合管理所           | 早明浦ダム再生事業推進室                                                           |
| 関西・吉野川支社 （吉野川本部） | 吉野川下流総合管理所           | 旧吉野川河口堰管理所                                                               |
| 筑後川局                        | 総務課、企画調整課、施設管理課 | 総務課、企画調整課、施設管理課                                                     |
| 筑後川局                        | 筑後川上流総合管理所           | 寺内ダム再生・筑後川水系ダム群連携事業推進室                                       |
| 筑後川局                        | 筑後川上流総合管理所           | 両筑平野用水管理所                                                                 |
| 筑後川局                        | 筑後川上流総合管理所           | 寺内ダム管理所、大山ダム管理所、小石原川ダム管理所                                 |
| 筑後川局                        | 筑後川上流総合管理所           | 松原ダム管理室（国土交通省管理受託）、下筌ダム管理室（国土交通省管理受託）         |
| 筑後川局                        | 筑後川下流総合管理所           | 筑後大堰管理所、筑後川下流用水管理所、福岡導水管理所                               |

### 支社・事業所
- 中部支社 - 愛知県名古屋市中区
- 関西・吉野川支社 - 大阪府大阪市中央区
  - 淀川本部 - 大阪府大阪市中央区
  - 吉野川本部 - 香川県高松市
- 筑後川局 - 福岡県久留米市

## 活動内容
- 水の安定供給
  - 水系管理・ダム管理
  - 水質保全、洪水調節操作など
- 広報・啓蒙活動
  - 広報誌「水とともに」

## 機構管理ダム一覧
備考：黄色欄は建設中・計画中、赤色蘭は中止に伴う地域整備中のダム（2017年5月現在）。

### ダム事業本部管理（国土交通省所管）
ダム事業本部が管理を行うダムは、その全てにおいて洪水調節目的を有する。従って全てのダムが多目的ダムとなる。だが、水資源機構自体が治水を積極的に行うという訳ではなく、国土交通大臣の委託を受けて管理を代行しているという位置づけである。そのため、ただし書き操作などの重大な洪水調節が必要となった場合には、国土交通大臣が直接ダム操作の指揮を行うことがある（実際の業務は所管の地方整備局が行う）。
多くのダムは元来建設省（国土交通省）が予備調査や実施計画調査に着手した後に、「水資源開発基本計画」の変更によって移管された経緯がある。機構が計画段階より手掛けたダムは青蓮寺ダムが最初となる。
| 水系   | 一次 支川 （本川） | 二次 支川 | 三次 支川    | ダム名         | 堤高 (m) | 総貯水 容量 (千m3) | 型式         | 着手 （年） | 完成 （年） | 備考                          |
| ------ | ------------------ | --------- | ------------ | -------------- | -------- | ------------------ | ------------ | ----------- | ----------- | ----------------------------- |
| 利根川 | 利根川             | －        | －           | 矢木沢ダム     | 131.0    | 204,300            | アーチ式     | 1959        | 1967        | 建設省より移管                |
| 利根川 | 利根川             | －        | －           | 利根川河口堰   | 7.0      | 90,000             | 可動堰       | 1962        | 1970        |                               |
| 利根川 | 楢俣川             | －        | －           | 奈良俣ダム     | 158.0    | 90,000             | ロックフィル | 1973        | 1990        |                               |
| 利根川 | 烏川               | 神流川    | －           | 下久保ダム     | 129.0    | 130,000            | 重力式       | 1959        | 1968        | 建設省より移管                |
| 利根川 | 渡良瀬川           | －        | －           | 草木ダム       | 140.0    | 60,500             | 重力式       | 1965        | 1976        | 建設省より移管                |
| 利根川 | 渡良瀬川           | 思川      | 南摩川       | 南摩ダム       | 86.5     | 51,000             | ロックフィル | 1969        | 2024        | 建設中                        |
| 荒川   | 中津川             | －        | －           | 滝沢ダム       | 140.0    | 63,000             | 重力式       | 1969        | 2008        | 建設省より移管                |
| 荒川   | 浦山川             | －        | －           | 浦山ダム       | 156.0    | 58,000             | 重力式       | 1972        | 1998        | 建設省より移管                |
| 木曽川 | 木曽川             | －        | －           | 味噌川ダム     | 140.0    | 61,000             | ロックフィル | 1973        | 1996        | 建設省より移管                |
| 木曽川 | 阿木川             | －        | －           | 阿木川ダム     | 101.5    | 48,000             | ロックフィル | 1969        | 1990        | 建設省より移管                |
| 木曽川 | 飛騨川             | 馬瀬川    | －           | 岩屋ダム       | 127.5    | 173,500            | ロックフィル | 1966        | 1976        | 建設省より移管 中部電力と管理 |
| 木曽川 | 長良川             | －        | －           | 長良川河口堰   | －       | －                 | 可動堰       | 1968        | 1994        |                               |
| 木曽川 | 揖斐川             | －        | －           | 徳山ダム       | 161.0    | 660,000            | ロックフィル | 1971        | 2008        | 建設省より移管                |
| 淀川   | 姉川               | 高時川    | －           | 丹生ダム       | 145.0    | 150,000            | ロックフィル | 1980        | 中止        | 建設省より移管 建設中止       |
| 淀川   | 桂川               | －        | －           | 日吉ダム       | 67.4     | 66,000             | 重力式       | 1971        | 1997        |                               |
| 淀川   | 木津川             | 前深瀬川  | －           | 川上ダム       | 84.0     | 31,000             | 重力式       | 1981        | 2022        | 建設中                        |
| 淀川   | 木津川             | 名張川    | －           | 比奈知ダム     | 70.5     | 20,800             | 重力式       | 1972        | 1998        |                               |
| 淀川   | 木津川             | 名張川    | －           | 高山ダム       | 67.0     | 56,800             | 重力式アーチ | 1958        | 1968        | 建設省より移管                |
| 淀川   | 木津川             | 名張川    | 青蓮寺川     | 青蓮寺ダム     | 82.0     | 27,200             | アーチ式     | 1964        | 1970        |                               |
| 淀川   | 木津川             | 名張川    | 宇陀川       | 室生ダム       | 63.5     | 16,900             | 重力式       | 1966        | 1973        | 建設省より移管                |
| 淀川   | 木津川             | 布目川    | －           | 布目ダム       | 72.0     | 17,300             | 重力式       | 1975        | 1991        |                               |
| 淀川   | 神崎川             | 猪名川    | 一庫大路次川 | 一庫ダム       | 75.0     | 33,300             | 重力式       | 1968        | 1983        |                               |
| 吉野川 | 吉野川             | －        | －           | 早明浦ダム     | 106.0    | 316,000            | 重力式       | 1963        | 1977        | 建設省より移管                |
| 吉野川 | 吉野川             | －        | －           | 池田ダム       | 24.0     | 12,650             | 重力式       | 1968        | 1974        |                               |
| 吉野川 | 銅山川             | －        | －           | 富郷ダム       | 111.0    | 52,000             | 重力式       | 1974        | 2000        | 建設省より移管                |
| 吉野川 | 銅山川             | －        | －           | 新宮ダム       | 42.0     | 13,000             | 重力式       | 1969        | 1975        |                               |
| 吉野川 | 旧吉野川           | －        | －           | 旧吉野川河口堰 | 7.3      | 4,930              | 可動堰       | 1968        | 1976        |                               |
| 吉野川 | 旧吉野川           | 今切川    | －           | 今切川河口堰   | －       | －                 | 可動堰       | 1968        | 1976        |                               |
| 筑後川 | 筑後川             | －        | －           | 筑後大堰       | 13.8     | 5,500              | 可動堰       | 1974        | 1984        |                               |
| 筑後川 | 赤石川             | －        | －           | 大山ダム       | 94.0     | 19,600             | 重力式       | 1983        | 2012        |                               |
| 筑後川 | 小石原川           | －        | －           | 小石原川ダム   | 129.0    | 40,000             | ロックフィル | 1992        | 2019        | 建設中                        |
| 筑後川 | 佐田川             | －        | －           | 寺内ダム       | 83.0     | 18,000             | ロックフィル | 1970        | 1979        |                               |

### 水路事業本部管理（農林水産省・厚生労働省・経済産業省所管）
水路事業本部管理のダムは、その目的が灌漑や上水道、工業用水道に特化しているものがほとんどであり、洪水調節目的を持つものは無い。従って多目的ダムであっても「河川総合開発事業」で建設される多目的ダムとは異なり、国土交通省の専管外となる。
農林水産省農村振興局が所管する灌漑事業（国営農業水利事業・土地改良事業・かんがい排水事業）や国土交通省水管理・国土保全局水道事業課が所管する上水道事業、経済産業省経済産業政策局が所管する工業用水道事業と密接に関係しており、大島ダムなど一部のダムは元来農林水産省直轄ダムであったものが移管されている。また愛知用水公団の事業をそっくり受け継いだ経緯もある。ダムの他愛知用水・香川用水・見沼代用水など全国の主要な用水路の多くも、水路事業部の管轄である。
アースダムが多いのも特徴の一つで、日本における大規模アースダムの大半が水路事業部管理のダムである。さらに河道外に建設される例もある。用水の取水口があるダムも機構管理である事が多いが、他事業者の管理ダムを利用している例もある。挙例すれば愛知用水の取水口がある兼山ダム（木曽川）や木曽川用水の取水口がある上麻生ダム（飛騨川）、群馬用水の取水口がある綾戸ダム（利根川）がそれであり、これらは電力会社管理ダムである。
| 水系       | 一次 支川 （本川） | 二次 支川 | 三次 支川 | ダム名       | 堤高 (m) | 総貯水 容量 （千m3） | 型式         | 着手 （年） | 完成 （年） | 関連 用水路                               | 備考                |
| ---------- | ------------------ | --------- | --------- | ------------ | -------- | -------------------- | ------------ | ----------- | ----------- | ----------------------------------------- | ------------------- |
| 利根川     | 利根川             | －        | －        | 利根大堰     | －       | －                   | 可動堰       | 1963        | 1968        | 武蔵水路 見沼代用水 埼玉用水路 邑楽用水路 |                     |
| 荒川       | 荒川               | －        | －        | 秋ヶ瀬取水堰 | －       | －                   | 可動堰       | －          | 1965        | 武蔵水路 朝霞水路                         |                     |
| 作田川     | 作田川             | －        | －        | 東金ダム     | 28.3     | 2,300                | アース       | 1970        | 1993        | 房総導水路                                |                     |
| 村田川     | 長柄川             | －        | －        | 長柄ダム     | 52.0     | 10,000               | アース       | 1965        | 1989        | 房総導水路                                |                     |
| 豊川       | 宇連川             | －        | －        | 宇連ダム     | 69.0     | 29,110               | 重力式       | 1949        | 1958        | 豊川用水                                  |                     |
| 豊川       | 宇連川             | －        | －        | 大野頭首工   | 26.0     | 1,096                | 重力式       | －          | 1961        | 豊川用水                                  |                     |
| 豊川       | 宇連川             | 大島川    | －        | 大島ダム     | 69.4     | 12,300               | 重力式       | 1989        | 2001        | 豊川用水                                  | 農林水産省 より移管 |
| （河道外） | －                 | －        | －        | 初立ダム     | 22.5     | 1,700                | アース       | －          | 1966        | 豊川用水                                  | 初立池              |
| （河道外） | －                 | －        | －        | 駒場ダム     | 24.6     | 45                   | アース       | －          | 1968        | 豊川用水                                  |                     |
| 木曽川     | 木曽川             | －        | －        | 木曽川大堰   | －       | －                   | 可動堰       | －          | 1974        | 木曽川用水                                |                     |
| 木曽川     | 王滝川             | －        | －        | 牧尾ダム     | 104.5    | 75,000               | ロックフィル | 1957        | 1961        | 愛知用水 東濃用水                         |                     |
| 木曽川     | 加茂川             | 蜂屋川    | －        | 蜂屋ダム     | 30.0     | 631                  | アース       | 1975        | 1978        | 木曽川用水                                |                     |
| （河道外） | －                 | －        | －        | 上飯田調整池 | 16.1     | 70                   | アース       | 1965        | 1975        | 木曽川用水                                |                     |
| 境川       | －                 | －        | －        | 東郷ダム     | 31.0     | 9,000                | アース       | －          | 1961        | 愛知用水                                  | 愛知池              |
| （河道外） | －                 | －        | －        | 三好ダム     | 20.0     | 2,235                | アース       | －          | 1958        | 愛知用水                                  | 三好池              |
| （河道外） | －                 | －        | －        | 佐布里ダム   | 21.0     | 5,300                | アース       | －          | 1965        | 愛知用水                                  | 佐布里池            |
| 員弁川     | 相場川             | 砂子谷川  | －        | 中里ダム     | 46.0     | 16,400               | アース       | 1964        | 1976        | 三重用水                                  |                     |
| 朝明川     | 田光川             | 田口川    | －        | 宮川調整池   | 27.0     | 820                  | アース       | 1964        | 1980        | 三重用水                                  |                     |
| 鈴鹿川     | 椎山川             | －        | －        | 加佐登調整池 | 28.7     | 3,100                | アース       | 1964        | 1983        | 三重用水                                  |                     |
| 三滝川     | 赤川               | －        | －        | 菰野調整池   | 28.4     | 1,650                | アース       | 1971        | 1989        | 三重用水                                  |                     |
| 筑後川     | 小石原川           | －        | －        | 江川ダム     | 79.2     | 25,326               | 重力式       | 1967        | 1972        | 福岡導水 両筑平野用水                     |                     |
| 筑後川     | 宝満川             | 卯ヶ原川  | 山口川    | 山口調整池   | 60.0     | 3,900                | ロックフィル | 1986        | 1998        | 福岡導水                                  |                     |

## 関連組織
- 国土交通省水管理・国土保全局
- 農林水産省農村振興局
- 厚生労働省医薬・生活衛生局
- 経済産業省経済産業政策局
- 財団法人水資源協会